# Atari 5200
Atari 5200, efterföljare till Ataris succéspelkonsol Atari 2600. Enheten kom ut på marknaden 1982 men på grund av ett antal misslyckade utvecklingsförsök är hårdvaran i konsolen från 1979 och nästan exakt samma som återfinns i Ataris 400/800-datorer: en 8-bitars 6502C processor, 16 Kb RAM och 4 ljudkanaler. Grafikmässigt kunde den visa 16 färger samtidigt på skärmen från en palett på 256 färger i en upplösning av 320 × 192. Utifrån spelprogrammeringsperspektiv hade konsolen några intressanta funktioner, så som inbyggd kollisionsdetektion och display lists (som tillät programmeraren att bara rita om vissa bitar av skärmen). Dock fanns det givetvis en hel del begränsningar också, som till exempel att man endast kunde ha fyra huvudspritar och fyra "missil"-spritar samtidigt, dessutom var man begränsad till fyra eller fem olika bakgrundsfärger; ville man komma runt dessa restriktioner fick man vara riktigt kreativ.
Även handkontrollen var innovativ och teknisk för sin tid, analog och hade en "paus" knapp, men var extremt känslig och var inte ovanligt att de slutade fungera.
När konsolen släpptes ut på marknaden fanns det inte ett enda originalspel till den; alla spel bestod i nya versioner av 2600-titlar, såsom Space Invaders, Pac-Man och Jungle Hunt.
När maskinen släpptes 1982 innebar det att Atari Video Computer System bytte namn till "Atari 2600" för att skilja dem åt.

## Specifikationer

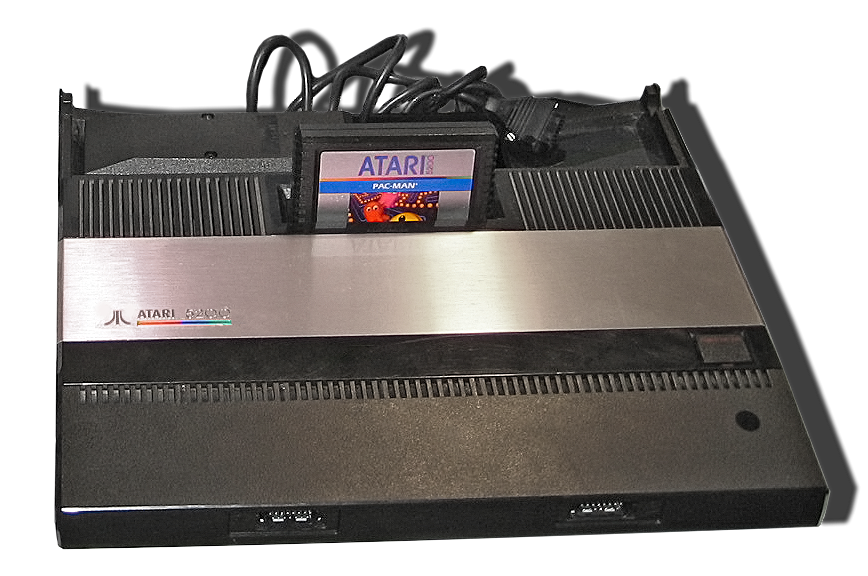
Atari 5200 system

- CPU: MOS Technology 6502C på 1.79 MHz
- Hjälpprocessorer: 3 VLSI-chip
- Grafik: GTIA, ANTIC
- Grafikupplösning: 320 × 192 pixlar
- 256 färgnyanser (16 färger, 16 ljushetsgrader)
- 16 färger på skärmen samtidigt
- Ljud: 4-kanaligt ljud genom ljudchippet POKEY som också arbetade med in- och utenheter
- RAM: 16 kbyte
- ROM: Upp till 32 kbyte
- Lagringsmedia för spel: Spelkassett

### Fotnoter
1. ↑  ”The rise, fall and rise again of Atari” (på engelska). BBC. februari 2004. http://www.bbc.co.uk/leicester/secret_level/2004/02/rise_fall_and_rise_of_atari.shtml. Läst 23 maj 2017.